# Kanton Fontoy
Kanton Fontoy (fr. Canton de Fontoy) byl francouzský kanton v departementu Moselle v regionu Lotrinsko. Tvořilo ho 12 obcí. Zrušen byl po reformě kantonů 2014.

## Obce kantonu
- Angevillers
- Audun-le-Tiche
- Aumetz
- Boulange
- Fontoy
- Havange
- Lommerange
- Ottange
- Rédange
- Rochonvillers
- Russange
- Tressange